# Mönch (Familienname)
Mönch ist ein deutscher Familienname.

## Namensträger

### Familienname
- Antonius Mönch (1870–1935), deutscher Weihbischof
- Bettina Mönch (* 1981), deutsche Musicalsängerin
- Conrad Moench (1744–1805), deutscher Chemiker
- Erich Mönch (1905–1977), Tübinger Künstler (Graphiker, Zeichner), Impulsgeber für die deutsche Pfadfinderbewegung
- Günther Mönch (1902–1988), deutscher Physiker
- Hans Mönch (Generalmajor) (1892–1974), deutscher Generalmajor
- Hans Mönch (Orgelbauer) (* 1956), deutscher Orgelbauer
- Harry Mönch (* 1925), deutscher Politiker (SED) und Gewerkschafter (FDGB)
- Heinrich Mönch (Baumeister) (1859–nach 1934), deutscher Baubeamter
- Heinrich Hubert Mönch (1834–1900), deutscher Lehrer und Autor
- Johann Jakob Mönch (1786–1874), deutscher Lederwarenfabrikant
- Julius Mönch (1820–1874), deutscher Unternehmer, Mitglied der Ersten Kammer des Landtages des Großherzogtums Hessen
- Konrad Mönch, sächsischer Amtshauptmann
- Lars Mönch (* 1967), deutscher Mathematiker und Hochschullehrer
- Maria Mönch-Tegeder (1903–1980), deutsche Dichterin
- Otto Mönch (1876–1954), deutscher Orgelbauer, siehe Mönch Orgelbau
- Paul Mönch (1582–1637), deutscher lutherischer Theologe
- Peter Mönch (* 1937), deutscher Schauspieler
- Regina Mönch (* 1953), deutsche Journalistin
- Ronald Mönch (1942–2025), deutscher Jurist und Hochschulrektor
- Rudolf Mönch (1907–2006), deutscher Uhrmacher, Kantor und Chorleiter
- Ruth Mönch (1926–2000), deutsche Schauspielerin, Sängerin, Moderatorin
- Theo Mönch-Tegeder (1953–2018), deutscher Journalist, Verleger und Medienmanager
- Urantschimegiin Mönch-Erdene (* 1982), mongolischer Boxer
- Viktoria Mönch (* 1941), deutsche Pharmazeutin
- Walter Mönch (Marineoffizier) (1874–1920), deutscher Kapitän zur See
- Walter Mönch (1905–1994), deutscher Romanist und Literaturwissenschaftler
- Xaver Mönch (1843–1907), deutscher Orgelbauer, siehe Mönch Orgelbau

### Beinamen
- Mönch von Salzburg (1365–1396), anonymer Salzburger Dichter
- „Pirnscher Mönch“ (um 1530), Johannes Lindner, Dominikaner und Chronist aus Pirna
- Robert der Mönch (um 1106), französischer Kleriker
- Georg der Mönch († nach 810), byzantinischer Mönch und Geschichtsschreiber